# Galenika Fitofarmacija Zemun
Galenika Fitofarmacija Zemun — сербская компания по производству химических удобрений. Штаб-квартира расположена в городе Белград.

## История
История предприятия начинается в 1955 году, когда был создан завод сельскохозяйственных удобрений в Нови-Белграде. В 1965 году предприятие впервые вышло на международный рынок — 1 000 тонн инсектицида Тритокса была поставлена в Советский Союз. В 1966 году предприятие было перенесено в промышленную зону Земун. С 1991 по 1997 год компания являлась дочерней структурой холдинга Galenika, с 1997 года функционирует как независимое предприятие.
С 29 июня 2004 года компания имеет листинг на белградской фондовой бирже в показателе BELEXline.
На 23 декабря 2016 года стоимость одной акции составляет 2 719 сербских динаров. Максимальная цена за акцию 7 000 серсбких динаров была достигнута 25 мая 2007 года. Минимальная цена за 1 акцию — 500 динаров — была предложена 7 мая 2001 года.
53 % акций компании находятся во владении физических лиц, 16 % владеет компания  Agromarket d.o.o..

## Продукция
Предприятие производит химические вещества, такие как: гербициды, инсектициды, фунгициды, родентициды и фертилизантес.